# Rodney Wilkes
Rodney Adolphus Wilkes (ur. 11 marca 1925 w San Fernando, zm. 24 marca 2014 tamże) – trynidadzko-tobagijski sztangista, srebrny medalista olimpijski z 1948 i brązowy z  1952 roku. Brał również udział w igrzyskach w 1956 roku w Melbourne, gdzie zajął 4. miejsce.

## Osiągnięcia
| Rok  | Zawody                                                 | Miasto       | Miejsce | Kategoria     | Wynik      |
| ---- | ------------------------------------------------------ | ------------ | ------- | ------------- | ---------- |
| 1948 | Igrzyska Olimpijskie                                   | Londyn       | 2.      | waga piórkowa | 317,5 kg   |
| 1951 | Igrzyska panamerykańskie                               | Buenos Aires | 1.      | waga piórkowa | 325 kg     |
| 1952 | Igrzyska Olimpijskie                                   | Helsinki     | 3.      | waga piórkowa | 322,5 kg   |
| 1954 | Igrzyska Imperium Brytyjskiego i Wspólnoty Brytyjskiej | Vancouver    | 1.      | waga piórkowa | 690 funtów |
| 1956 | Igrzyska Olimpijskie                                   | Melbourne    | 4.      | waga piórkowa | 330 kg     |
| 1958 | Igrzyska Imperium Brytyjskiego i Wspólnoty Brytyjskiej | Cardiff      | 3.      | waga piórkowa | 670 funtów |